# Ro Keezer
Rosa Sara (Ro) Keezer (Amsterdam, 29 augustus 1905 – Amsterdam, 20 maart 2003) was een Nederlands illustrator, boekbandontwerper en kunstschilder.
Ze was dochter van Virginie Slijper en antiquair Benjamin Keezer. Oudere broer Marcel Keezer (1903-1993) was actief in het verzet in en om Leiden, drager van het Verzetsherdenkingskruis en werkzaam in de kunsthandel aldaar. Oudere zus Els Keezer (1903-1943) was danseres. Jongere zus Hermine Jeannette (Toussie) Keezer (1912-2005), was slechts één jaar actrice opgeleid aan de toneelschool en was de eerste vrouw van architect Hein Salomonson.
Zij trouwde (met de handschoen) op 9 december 1936 met Judah Harrison en vertrok daarna naar het toenmalige Nederlands-Indië waar zij drie jaar later weduwe werd. In 1949 hertrouwde ze met Robert Herhard Hermann Steinberg, waarop in 1955 een echtscheiding volgde. 
Keezer kreeg haar opleiding in Parijs en had eind jaren twintig van de 20e eeuw tentoonstellingen. Ze woonde ook in Parijs.  Ze verzorgde bijvoorbeeld illustraties voor Edition Nilsson. In 1933 illustreerde ze Wending van Emmy Belinfante (Valkhoff & Co). In 1942 gaf ze les aan de Middelbare Joodsche Kunstnijverheidsschool W.A. van Leer aan de Hollandsche Schouwburg en aan de Kloveniersburgwal 15
Verder ontwierp ze illustraties voor onder andere de uitgeverijen Noordhoff, H.J. Paris, Mulder & Co, Valkhoff & Co, Joachimstal en F.G. Kroonder. Zij werkte ook als boekbandontwerper.
Een apart boekje, Nederlandsche kleederdrachten en oude gedichtjes (z.j.), maakte zij voor het modehuis Maison de Bonneterie, met 25 volle-pagina illustraties.
- Bibliothèque nationale de France: cb15540313q (data)
- Biografisch Portaal: 75771488
- Digitale Bibliotheek voor de Nederlandse Letteren: keez001
- International Standard Name Identifier: 0000 0000 6119 4620
- Library of Congress Control Number: nr98012889
- Nederlandse Thesaurus van Auteursnamen: 125027478
- RKD-Nederlands Instituut voor Kunstgeschiedenis: 43724
- Union List of Artist Names: 500697112
- Virtual International Authority File: 15083361